# 橘英美里
橘英美里（日语：橘 えみり，1995年12月21日—），日本女性配音員。出身於埼玉縣。swallow（Pony Canyon旗下聲優事務所）所屬。身高160cm。

## 來歷
2014年從AMUSEMENT MEDIA綜合學院聲優專業畢業，畢業後成為81 Produce的研究生。
2015年成為81 Produce Jr.所屬，2016年3月31日退所，經過自由身，同年6月1日起加入swallow。
出道時的藝名是「英 」，移籍後改為現名。

## 人物
興趣：占卜。特長：舞蹈。
與同事務所的遠藤祐里香、加地綾乃、花守由美里和之前事務所的田中美海、芹澤優、高柳知葉關係很好。
自己的房間裡有大量My Melody的周邊。
小時候有參演音樂劇的經驗。
家庭成員有妹妹、弟弟和狗。
喜歡食物：中華涼麵。

## 演出作品

### 電視動畫
2015年
- 星光樂園（[16]、女孩子[17]）
- Dance with Devils（客）
- 偵探小隊KZ事件簿（女學生B[18]、女孩子）

2017年
- 青春歌舞伎（學生、話劇社副社長、女學生）
- 怪怪守護神（2017～2020，伊良波五十鈴）2系列
- 信長的忍者（侍女）

2018年
- 甜心戰士 Universe（鰤、女學生、Re:Cutter Claw）
- 少女☆歌劇 Revue Starlight（遠藤郁美、同班同學、學生、B組美術）
- 來自繽紛世界的明日（川合苺花）

2019年
- 不吉波普不笑（女學生、終端、少女、遊客）
- 臨死!! 江古田（日语：臨死!!江古田ちゃん）（客C）

2020年
- 繼怪怪守護神（伊良波五十鈴）

2021年
- 奇巧計程車（粉絲）

### 電影動畫
2018年
- 奧特怪獸擬人化計劃（五月的同級生）

2020年
- 少女☆歌劇 Revue Starlight Rondo Rondo Rondo（B組美術）

### 遊戲
2015年
- 幻獸姬（[19]）
- 魂交屋物語（卡琳[20]）
- 刻（凱特西[21]、豐玉姬[22]）

2016年
- Age of Ishtaria（Nier、Kushiel）[23]
- 問答RPG 魔法使與黑貓維茲（フィオナ·カリーナ）
- 新約Arcana Slayer（朱雀[24]、鬼之巫女、貴族騎士帕特莉西亞）
- 世界鎖鏈（貝露·史塔）

### 電視節目
- （2019年，日視PLUS（日语：日テレプラス ドラマ・アニメ・音楽ライブ））旁白[25]

### 廣播節目
- 週刊怖話（2016年，樂天FM）[26]

### 其它活動
- 花（2016年，動態漫畫）[27]

## 音樂作品

### 角色歌曲
| 發行日期 | 標題                                 | 名義                                                                   | 曲名     | 商業搭配                                |
| 2015年   | 2015年                               | 2015年                                                                 | 2015年   | 2015年                                  |
| -------- | ------------------------------------ | ---------------------------------------------------------------------- | -------- | --------------------------------------- |
| 12月25日 | 音樂劇精選輯「Dance with Destinies」 | 伊東健人、武內駿輔、中島良樹、長谷德人、永田優美、仲村美沙希、英繪美里 | 「夜明」 | 電視動畫《Dance with Devils》劇中插入歌 |

## 腳註

## 外部連結
- swallow（Pony Canyon旗下聲優事務所）公開簡歷 （页面存档备份，存于） （日語）
- 橘英美里（非公開）的X（前Twitter） （日語）
- 橘英美里的X（前Twitter） （日語）
- 橘英美里的Instagram帳戶 （日語）
- YouTube上的Emily Channel頻道 （日語）